# Islam en Thaïlande

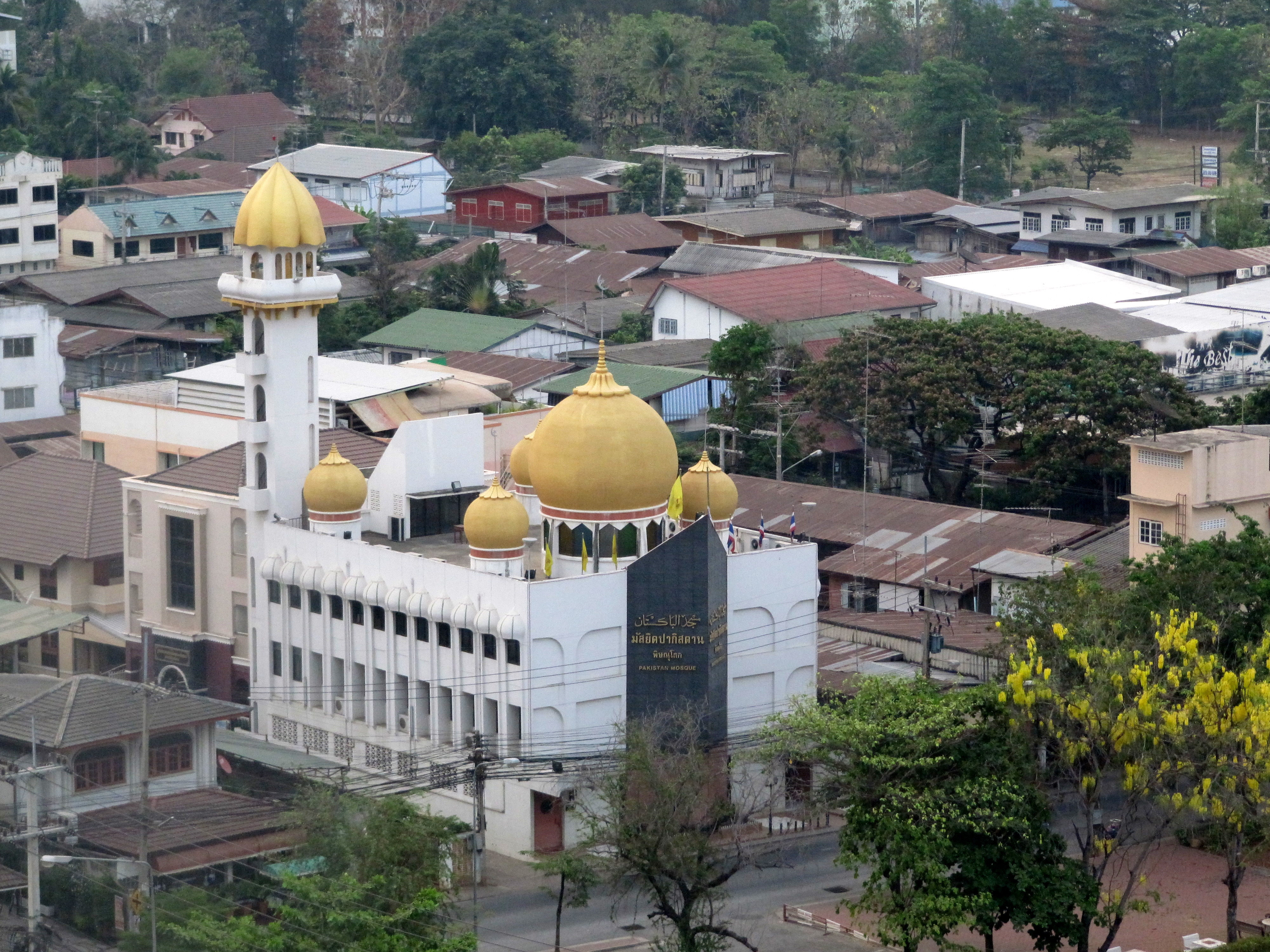
La mosquée Pakistan, à Phitsanulok.

L'islam est la première minorité religieuse au royaume de Thaïlande, de tradition bouddhiste. La Thaïlande fait partie de l'Organisation de la coopération islamique (OCI) depuis 1998. Les musulmans sont évalués entre 7 % et 10 %  de la population. La plupart des musulmans thaïlandais sont sunnites, et d'origine malaise pour les deux tiers. Néanmoins, la population musulmane est assez diverse et compte des immigrants de nombreux pays du monde musulman. La population musulmane connaît une croissance démographique forte.
La foi musulmane en Thaïlande intègre souvent des pratiques et des croyances d'autres religions ou des cultures ancestrales. Dans le Sud, il est même difficile de différencier les pratiques animistes indigènes pour chasser les esprits mauvais des cérémonies islamiques, tant les deux s'influencent.
D'après le bureau national des statistiques, en 2007, la Thaïlande comptait 3494 mosquées, principalement dans la province de Pattani. Parmi ces mosquées, 99 % dépendent de la branche sunnite et 1 % de la branche chiite.

## Les ethnies musulmanes et leur localisation

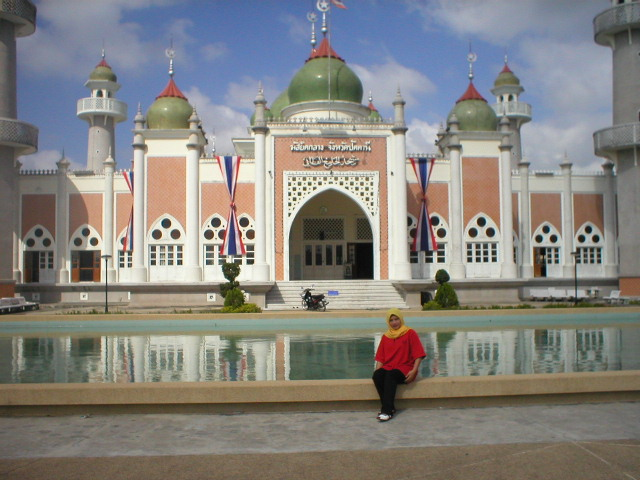
Une mosquée dans la province de Pattani

La grande majorité des musulmans de Thaïlande se trouve dans les provinces du grand Sud, qui bordent la Malaisie : Yala, Pattani et Narathiwat. On trouve aussi beaucoup de musulmans à Bangkok. D'après des statistiques d'État, les musulmans constituent 30,4 % des habitants de Thaïlande du Sud âgés de plus de 15 ans en 2005, alors qu'ils ne seraient que 5 % dans le reste du pays. Selon d'autres sources, il y aurait de 5 % à 10 % de musulmans en Thaïlande et quatre des cinq provinces les plus au sud (Narathiwat, Yala, Satun et Pattani) seraient en majorité musulmanes.
En plus des Thaïs, des groupes ethniques de Thaïlande ont émigré de Chine, du Pakistan, du Cambodge, du Bangladesh, de Malaisie, et d'Indonésie.
Dans les trois provinces du grand Sud, les musulmans sont essentiellement d'origine malaise. Il s'agit du peuple Yawi, qui parle un dialecte malais et possède une culture propre en Thaïlande. Le grand nombre de musulmans malais dans le grand Sud s'explique par l'existence du royaume de Patani dès le XVIe siècle. Ce royaume de culture malaise et de religion musulmane était lié par des liens de vassalité au Siam, devenu ensuite la Thaïlande.
Une partie de l'ethnie chinoise Chin Ho est musulmane, issue du peuple Hui. Les musulmans d'origine Hui se trouvent surtout dans le Nord et les centres urbains. Certains groupes ethniques birmans sont musulmans, comme les Rohingya, qui ont fui la dictature. Ils vivent près de la frontière birmane. D'autres groupes ethniques comptent aussi des musulmans.

## L'islam et l'État
L'islam est représenté officiellement en Thaïlande par le Chularatchamontri. Ce titre est issu de l'époque du royaume d'Ayutthaya, lorsque le roi Songtham proposa cet office à Cheykh Ahmad, un riche marchand perse qui s'établit au Siam au début du XVIIe siècle. Le Conseil National des Musulmans est constitué de cinq personnes qui conseillent les ministres de l'intérieur, de l'éducation et des affaires religieuses au sujet de l'islam. Des conseils pour les musulmans existent aussi dans les provinces où ils sont en nombre significatif. Ils peuvent obtenir des aides financières pour des écoles ou pour la construction de mosquées importantes, ou même pour des pèlerinages à La Mecque. La Thaïlande soutient aussi une centaine d'écoles islamiques du premier et du second degré. Elle accueille des banques islamiques, des magasins et d'autres institutions. La plupart de la nourriture qui circule est halal, excepté le porc.